# Parque de María Luisa (métro de Séville)
Parque de María Luisa est une future station de la ligne 3 du métro de Séville. Elle sera située sous l'avenue de Pélage le Conquérant, dans le district Sud, à Séville.

## Situation sur le réseau
Établie en souterrain, Parque de María Luisa sera une station de passage de la ligne 3 du métro de Séville. Elle sera située après Plaza de España, en direction du terminus nord de Pino Montano Norte, et avant Manuel Siurot, en direction du terminus sud de Hospital de Valme.

## Histoire
L'emplacement de la station est présenté au public le 26 juin 2020, lors de l'annonce de l'attribution du marché public de mise à jour des études et du plan d'exécution du tronçon sud de la ligne 3.

## À proximité
La station dessert le parc de María Luisa.